# Formula 1 sezona 2008
Sezona Formule 1 2008 je bila devetinpetdeseta sezona svetovnega prvenstva Formule 1 pod okriljem FIE. Začela se je 16. marca 2008 z dirko za Veliko nagrado Avstralije, končala pa 2. novembra 2008 z osemnajsto dirko sezone za Veliko nagrado Brazilije. Dirkaški naslov je osvojil Britanec Lewis Hamilton, moštvenega pa Ferrari.

## Dirkači in moštva
Naslednja moštva in dirkači so sodelovali v svetovnem prvenstvu Formule 1 v sezoni 2008.
| Moštvo                    | Konstruktor | Šasija | Motor           | Gume | Št | Dirkača              | Testni dirkač(-a/i)                                    |
| ------------------------- | ----------- | ------ | --------------- | ---- | -- | -------------------- | ------------------------------------------------------ |
| Scuderia Ferrari Marlboro | Ferrari     | F2008  | Ferrari 056     | B    | 1  | Kimi Räikkönen       | Luca Badoer Marc Gené Michael Schumacher               |
| Scuderia Ferrari Marlboro | Ferrari     | F2008  | Ferrari 056     | B    | 2  | Felipe Massa         | Luca Badoer Marc Gené Michael Schumacher               |
| BMW Sauber F1 Team        | BMW Sauber  | F1.08  | BMW P86/8       | B    | 3  | Nick Heidfeld        | Christian Klien Marko Asmer                            |
| BMW Sauber F1 Team        | BMW Sauber  | F1.08  | BMW P86/8       | B    | 4  | Robert Kubica        | Christian Klien Marko Asmer                            |
| ING Renault F1 Team       | Renault     | R28    | Renault RS28    | B    | 5  | Fernando Alonso      | Lucas di Grassi Romain Grosjean Sakon Yamamoto         |
| ING Renault F1 Team       | Renault     | R28    | Renault RS28    | B    | 6  | Nelsinho Piquet      | Lucas di Grassi Romain Grosjean Sakon Yamamoto         |
| AT&T Williams             | Williams    | FW30   | Toyota RVX-08   | B    | 7  | Nico Rosberg         | Nico Hulkenberg Narain Karthikeyan                     |
| AT&T Williams             | Williams    | FW30   | Toyota RVX-08   | B    | 8  | Kazuki Nakajima      | Nico Hulkenberg Narain Karthikeyan                     |
| Red Bull Racing           | Red Bull    | RB4    | Renault RS28    | B    | 9  | David Coulthard      | Sébastien Buemi                                        |
| Red Bull Racing           | Red Bull    | RB4    | Renault RS28    | B    | 10 | Mark Webber          | Sébastien Buemi                                        |
| Panasonic Toyota Racing   | Toyota      | TF108  | Toyota RVX-08   | B    | 11 | Jarno Trulli         | Kamui Kobayashi                                        |
| Panasonic Toyota Racing   | Toyota      | TF108  | Toyota RVX-08   | B    | 12 | Timo Glock           | Kamui Kobayashi                                        |
| Scuderia Toro Rosso       | Toro Rosso  | STR2   | Ferrari 056     | B    | 14 | Sebastian Vettel     | ni znano                                               |
| Scuderia Toro Rosso       | Toro Rosso  | STR2   | Ferrari 056     | B    | 15 | Sébastien Bourdais   | ni znano                                               |
| Honda Racing F1 Team      | Honda       | RA108  | Honda RA808E    | B    | 16 | Jenson Button        | Alexander Wurz Mike Conway Luca Filippi                |
| Honda Racing F1 Team      | Honda       | RA108  | Honda RA808E    | B    | 17 | Rubens Barrichello   | Alexander Wurz Mike Conway Luca Filippi                |
| Super Aguri F1            | Super Aguri | SA08   | Honda RA808E    | B    | 18 | Takuma Sato          | James Rossiter                                         |
| Super Aguri F1            | Super Aguri | SA08   | Honda RA808E    | B    | 19 | Anthony Davidson     | James Rossiter                                         |
| Force India F1 Team       | Force India | F8-VII | Ferrari 056     | B    | 20 | Giancarlo Fisichella | Vitantonio Liuzzi Roldan Rodriguez Giedo van der Garde |
| Force India F1 Team       | Force India | F8-VII | Ferrari 056     | B    | 21 | Adrian Sutil         | Vitantonio Liuzzi Roldan Rodriguez Giedo van der Garde |
| Vodafone McLaren Mercedes | McLaren     | MP4-23 | Mercedes FO108T | B    | 22 | Lewis Hamilton       | Pedro de la Rosa Gary Paffett                          |
| Vodafone McLaren Mercedes | McLaren     | MP4-23 | Mercedes FO108T | B    | 23 | Heikki Kovalainen    | Pedro de la Rosa Gary Paffett                          |

## Poročilo
Sezona 2008 se je začela v Avstraliji, na progi Albert Park. Dirka je bila zelo razburljiva, na cilj pa je sprva pripeljalo le 7 dirkačev od 22. Barrichello je dirko sicer zaključil kot 6., vendar so ga diskvalificirali zaradi izhoda iz boksov z rdečo lučjo. Že ob samem štartu je na prvem ovinku prišlo do trčenja: Vettel in Fisichella sta odstopila takoj, v bokse pa so zapeljali tudi Button, Webber in Davidson, ki so prav tako odstopili zaradi poškodovanih dirkalnikov. Nekaj krogov zatem je dirko zaključil še Arian Sutil, ki je imel težave s hidravliko. Tem odstopom je sledilo še mnogo drugih: Trulli, Coulthard, Massa, Piquet, Sato, Glock in Kubica. Smolo sta imela tudi Kimi Raikkonen in Sebastien Bourdais, saj je obema motor odpovedal v 53. in 55. krogu. Dirko je zmagal Lewis Hamilton, drugi je bil Nick Heidfeld, tretji pa Nico Rosberg. Alonso je bil četrti, Kovalainen peti, Nakajima pa šesti. Bourdais in Raikkonen sta bila uvrščena na 7. in 8. mesto, med dobitnike točk, ker sta prevozila več kot 90 % dolžine dirke. McLaren je podobno kot v sezoni 2007 prevzel vodstvo v moštvenem prvenstvu, in sicer s 14 točkami, Williams jih je imel 9, BMW Sauber pa 8. V Maleziji je imel sicer Massa najboljši štartni položaj pred Raikkonenom, vendar je napravil napako in tudi zaradi obrabljenih zavor končal dirko v pesku. Zmagal je Raikkonen, drugi je bil poljski voznik Robert Kubica v BMW-ju, tretji pa Finec Heikki Kovalainen v McLarnu. Hamilton je bil 5., za Trullijem. Hamilton je obdržal vodstvo v prvenstvu s 14 točkami, Raikkonen se je povzpel na 11, Heidfeld pa s 6. mestom imel prav tako 11 točk. McLaren je vodil s 24 točkam pred BMW Sauberjem s 19 in Ferrarijem z 11. V Bahrajnu je ritem dajal Massa in čeprav je Kubica štartal iz najboljšega štartnega položaja, ga je Massa prehitel že na štartu in vodil do cilja. Tudi Raikkonen je prehitel Kubico s prehitevanjem po zunanji strani in tako zagotovil Ferrariju prvo dvojno zmago v sezoni. Kubica je končal na tretjem mestu, njegov moštveni kolega Heidfeld pa je bil četrti, potem ko je že v prvih krogih dirke prehitel Kovalainena v McLarnu. Hamilton, ki je imel težave že po štartu, pa je dirko zaključil šele na 13. mestu. Raikkonen je prevzel vodstvo v dirkaškem prvenstvu, BMW-Sauber pa vodstvo v konstruktorskem - s 30. točkami, 1 več kot Ferrari in 2 kot McLaren. Na španskem dirkališču blizu Barcelone pa je imel najboljši štartni položaj Kimi Raikkonen. Za malo več kot desetinko je premagal Alonsa, Massa pa je bil tretji. Na štartu je Raikkonen obdržal prvo mesto, Massa pa je takoj ugnal Alonsa, ki je v 34. krogu odstopil zaradi okvare motorja. Kovalainenu je na hitrem 9. ovinku eksplodirala pnevmatika in je bil odpeljan v bolnico na pregled. Dirko je zmagal Raikkonen, drugi je bil Massa, kar je bila že druga zaporedna dvojna zmaga v sezoni za Ferrari. Hamilton je zaključil na tretjem mestu, Kubica pa je bil četrti. Naslednja dirka je potekala v Turčiji, kjer je najboljši štartni položaj dosegel Massa. Takoj za njim se je uvrstil Heikki Kovalainen, Hamilton pa je bil tretji. Na startu je Massa obdržal prvo mesto, rahel kontakt med dvema Fincema pa je povzročil, da je Kovalainen moral v bokse zaradi preluknjane gume. Tekmo je zmagal Massa in s tretjo zaporedno zmago na turškem ozemlju (od 2006 do 2008) dokazal svojo moč na tej progi. Hamilton je dirko zaključil na 2. mestu, Raikkonen pa je z odličnim drugim postankom ugnal Roberta Kubico, ki je dirko zaključil 4., pred Heidfeldom. Med dobitnike točk so se uvrstili tudi Alonso, Webber z Red Bullom in Nico Rosberg z Williamsom. Raikkonen je še vedno vodil prvenstvo s 35 točkami, drugo mesto pa sta si delila Massa in Hamilton (oba z 28.). Kubica je bil 4. s 24 točkami, Heidfeld pa jih je imel 20. Ferrari je povečal svoje vodstvo v svetovnem prvenstvu še povečal in zdaj imel 63 točk, BMW Sauber je ohranil 2. mesto s 44. točkami, tretji pa je bil McLaren-Mercedes, ki jih je imel 42. V Monte-Carlu je dominiral Ferrari v kvalifikacijah in Massa je dosegel že tretji najboljši štartni položaj v sezoni, Raikkonen je bil drugi, tretji pa britanec Lewis Hamilton. Na štartu nedeljske dirke, na kateri je deževalo, je Massa obdržal prvo mesto, Hamilton pa je z boljšim štartom prehitel Kimija Raikkonena. Heikki Kovalainen je imel problem na štartu in dirko je moral začeti iz boksov. Dirka je bila spektakularna. Bilo je kar precej nesreč, npr. tista, kjer sta bila vpletena Coulthard in Bourdais na ovinku Massennet. Ob koncu dirke je imel tudi Nico Rosberg spektakularno nesrečo na ovinku Piscine. Hamilton je dosegel drugo zmago v sezoni 2008, drugi je bil dosledni Robert Kubica, Massa pa je po napačni strategiji v boksih končal le na tretjem mestu. Raikkonen, ki je štartal drugi, je imel moral kazensko peljati skozi bokse in ob koncu dirke imel še trčenje s Sutilom in ni osvojil točk. Če bi Sutil ohranil 4. mesto, bi bile to prve in, kot se je potem izkazalo, edine točke za Force Indijo v sezoni, zaradi česar je bilo razočaranje ob Sutilovem odstopu pri Force Indiji ogromno. Med dobitnike točk so se uvrstili tudi Avstralec Mark Webber, Sebastian Vettel, Rubens Barrichello, Kazuki Nakajima in Heikki Kovalainen. S tem rezultatom je Hamilton zopet pridobil vodstvo - imel je 38 točk. Drugi je bil Raikkonen s 35., Massa pa 34. V konstruktorskem prvenstvu je Ferrari še obdržal vodstvo - 69 točk, McLaren-Mercedes je prehitel BMW Sauber in imel 53 točk, BMW Sauber pa 52. V Kanadi je najboljši štartni položaj dosegel Lewis Hamilton, ki je za več kot 0.6 sekunde prehitel drugouvrščenega Roberta Kubico. Na štartu se ni nič kaj bistveno spremenilo: Hamilton je obdržal pole in Kubica je ostal drugi. Tako je ostalo vse do 15. kroga, ko je v ograjo treščil Adrian Sutil in povzročil vstop varnostnega avtomobila. Skoraj vsi so šli v bokse. Raikkonen, ki je bil tretji, je s Kubico prehitel Hamiltona. Ker pa je bila na semaforju rdeča luč, sta se oba ustavila, eden zraven drugega. Hamilton pa, ki očitno ni videl rdeče luči, je zavil levo in se zabil v Kimija Raikkonena. Oba sta odstopila. Komisarji so kasneje določili, da bo Hamilton na naslednji dirki štartal 10 mest nazaj glede na njegovo uvrstitev v kvalifikacijah. Po tej nesreči je vodil Rubens Barrichello z nekompetitivno Hondo in Kubica je bil le 10. Stanje pa se je spremenilo in tudi tisti, ki prej niso šli v bokse, so potem morali. Vodil je Heidfeld, ki pa je po ukazu BMW-ja spustil Kubico (Kubica je imel več točk kot Nemec in moral je opraviti še en postanek). Dirka se je zaključila s 1. in 2. mestom voznikov BMW-Sauberja, tretji pa je bil David Coulthard z Red Bullom. Četrti je bil Timo Glock s Toyoto, ki je osvojil prvih 5 točk v sezoni, peti pa je bil Felipe Massa kljub temu, da je imel manjšo okvaro s pritiskom v rezervoarju za gorivo in je moral dvakrat opraviti svoj drugi postanek v boksih. Šesti je bil Italijan Jarno Trulli, sedmi Rubens Barrichello (in tako osvojil novi dve točki za Hondo), osmi pa Vettel. Razočarala sta oba voznika McLarna (Kovalainen je bil 9., Hamilton pa je po svoji napaki odstopil). Ferrari je po Kanadi imel le 3 točke prednosti pred BMW-Sauberjem, 73 proti 70. McLaren-Mercedes je ostal pri 53 točkah. V Franciji je najboljše štartno mesto dosegel Kimi Raikkonen. Prehitel je Masso in Alonsa. Hamilton je štartal na 13. mestu zaradi kazni, ki jo je dobil v Kanadi. Dirka v nedeljo je bila kar napeta: po štartu je vodil Raikkonen, pred Masso in Trullijem ter Kubico, ki sta oba prehitela Alonsa. Hamilton je iz ozadja prehiteval, vendar je pri prehitevanju Vettla sekal šikano in si prislužil kazen vožnje skozi bokse. Raikkonen je imel v sredini velike nagrade težave z izpušno cevjo in je postopoma začel izgubljati pridobljen teren. Massa ga je kmalu dohitel in prevzel vodstvo. Raikkonenu pa je vseeno uspelo obdržati 2. mesto. Zmagal je Massa, Raikkonen je Ferrariju prislužil tretjo dvojno zmago sezone, Trulli pa je končal na odličnem 3. mestu, tik pred Kovalainenom, in Toyoti prislužil prve sezonske stopničke, prve po VN-ju Avstralije 2006. Za Kovalainenom je končal Kubica, med dobitnike točk pa so se uvrstili še Webber, Piquet in Alonso. Massa je prvič v sezoni in karieri prevzel vodstvo v dirkaškem prvenstvu. V Veliki Britaniji je po zanimivih kvalifikacijah pole dosegel Heikki Kovalainen, svojo prvo v sezoni in karieri. Prehitel je 2. uvrščenega, presenetljivo, Marka Webbra v Red Bullu, Raikkonena in moštvenega kolega Hamiltona. Massa je dosegel šele deveti čas. Na štartu so prvi trije štartali počasi, Hamilton pa je imel odličen štart in je takoj ugnal Raikkonena in Webbra, ki sta se med sabo prehitevala. Hamilton je celo vodil, nato pa je Kovalainen le obdržal prvo mesto, vendar ne za dolgo. Kmalu je Hamiltonu omogočil, da gre mimo. Po postanku sta se za vodstvo potegovala Raikkonen in Hamilton. Zaradi dežja je bila velika nagrada še toliko bolj spektakularna. Massa se je med celotno dirko kar petkrat zavrtel in končal šele na 13. mestu. Presenečenje dneva je bil Rubens Barrichello, ki je z odlično strategijo Ross Brawna, in sicer s tem, da je napravil postanek v boksih za full wet pnevmatike. Čeprav je zaostajal za krog, se je s hitrimi časi prebil v ospredje in uspel končati na izjemnem 3. mestu. To je moštvu Hondi prineslo 6 dragocenih točk in prve stopničke v sezoni, zadnje so pa dosegli v VN Brazilije 2006. Konec VN je bil sledeč: Hamilton je zmagal, z več kot 70 sekundami prednostmi pred drugouvrščenim BMW-Sauberjem Nicka Heidfelda. Barrichello je bil še edini, ki ni zaostajal za krog in je zaključil 3. Raikkonen je bil solidno 4., Kovalainen je uspel iztržiti 5. mesto, Alonso, Trulli in Nakajima pa so še bili med dobitniki točk za SP. Po tekmi, ki je zaznamovala konec prve polovice svetovnega prvenstva, je bilo stanje povsem izenačeno in obetavno za naslednjo dirko. Tri dirkači so bili namreč izenačeni na vrhu lestvice: Massa in Hamilton s tremi, Raikkonen pa z dvema zmagama. Vsi so imeli 48 točk. Kubica tudi ni dosti zaostajal, imel je le 2 točki manj. V konstruktorskem prvenstvu je še vedno solidno vodil Ferrari, z 98 točkami, drugi je bil BMW Sauber z 82, McLaren-Mercedes pa tretji s še desetimi točkami manj. Na nemški progi Hockenheim, blizu Heidelberga, je najboljši štartni položaj dosegel Hamilton, pred Masso, Kovalainenom in presenetljivo Trullijem. Raikkonen je razočaral z le 6. mestom. Na štartu je Hamilton uspel ostati na 1. mestu, Massa za njim, bolj odzadaj pa je Kubica najprej prehitel Raikkonena, nato pa še Alonsa in Trullija, ki sta se med sabo borila za 4. mesto. Proti koncu kroga je Kubica naredil majhno napako, vendar je ostal na 4. mestu. Alonso je s tem skušal prehiteti Trullija, vendar mu je Italijan to onemogočil in to je privedlo do tega, da je Raikkonen osvojil 6. mesto. Ob izstopu iz boks je Hamilton naredil napako in Trulli ga je prehitel. Na serpentini sta se oba skoraj trčila in Hamilton je raje izbral možnost, da Toyote ne bo prehitel in bo počakal, da opravi postanek v boksih. V 36. krogu je popustilo vzmetenje desne zadnje gume na Glockovem dirkalniku: pilot se je obrnil za 180 stopinj in nato silovito treščil v zidek od boksov. Varnostni avto je bil poslan na progo. To je vsem delalo preglavico, še najbolj Hamiltonu. Po vrnitvi varnostnega avta nazaj v bokse je vodil Nelson Piquet v Renaultu pred Masso, ki je imel težave z zavorami. Hamilton se je začel zato mu hitro približevati in tudi zaradi slabe obrambe Masse uspel prehiteti Ferrarija na serpentini. Isto je nekaj krogov zatem storil s Piquejem in tako zmagal. Raikkonen je proti koncu uspel prehiteti Kubico in je končal 6., za Heidfeldom in Kovalainenom. Vettel s Toro Rossom je zaključil dirko 8. Naslednja dirka na sporedu je bila Madžarska. Najhitrejša na kvalifikacijah sta bila McLarnova dirkača, Hamilton je dosegel četrto pole v sezoni 2008, pred Kovalainenom, Masso in presenetljivo, Toyotinim voznikom Glockom. Na štartu je Massa povrnil milo za drago Hamiltonu in je z odličnim manevrom po zunanji strani (prej je še gladko prehitel Kovalainena) in vodil po 1. ovinku. Raikkonen je izgubil mesto proti Alonsu, a ga je po postanku zopet pridobil. Na polovici dirke se je zgodil preobrat: Hamiltonu se je predrla pnevmatika in je z 2. padel na 10. mesto, od katerega se je nato začenjal povzpenjati. Massa je odlično vodil, do treh krogov pred koncem, ko mu je odpovedal Ferrarijev motor. F2008 se je še potrdil v svoji nezanesljivosti. Tako je zmago s tolikimi preobrati prvič v karieri slavil Finec Heikki Kovalainen z McLarnom. Drugi je bil Glock, takoj za njim pa Raikkonen. Hamilton se je iz desetega mesta povzpel na peto, zaostal je za Alonsom. V SP-ju je še vedno vodil Hamilton z 62, Raikkonen je s tretjim mestom še ohranil boj za naslov in imel 57, Massa pa je po veliki smoli ostal na 54, oba BMW-Sauberja pa sta bila za njim - Kubica s 49 in Heidfeld s 41 točkami. V konstruktorskem prvenstvu je Ferrari še vedno vodil, imel je 111 točk, 11 več od McLarna s 100, BMW-Sauber pa še je zanesljivo ostal 3. z 90. Naslednja dirka je potekala na prvi novi stezi sezone 2008 - Valenciji, ki je gostila veliko nagrado Evrope. Massa je cel vikend dominiral: poleg najboljšega štartnega položaja je dosegel še najhitrejši krog in zmago. Dirka se je začela v sončnem vremenu in Massa je štartal dobro, Hamilton na 2. mestu pa se je moral braniti Kubice. Med dirko je bilo bolj malo zanimivosti razen spektakularne eksplozije Raikkonenovega motorja, ki je odstopil zaradi istega problema kot Massa v Budimpešti. Alonso je na domačih tleh odstopil že na začetku po kontaktu z Nakajimo. Izkazali so se: Hamilton (2.), Kubica, Kovalainen, Trulli, Vettel s Toro Rossom, Glock in Nico Rosberg, razočaral pa je predvsem nemški dirkač Heidfeld. S takim rezultatom se je Kubica približal Raikkonenu v skupnem seštevku, in imel 55 točk, 2 manj kot Finec. Naslednja VN pa je potekala na slavnem dirkališču v Spaju. Hamilton je dosegel pole, Massa je bil 2., kralj te proge, tj. Raikkonen pa šele 4. Na štartu, ko je bila proga še malo mokra, pa je Raikkonen že takoj prehitel Kovalainena, na Kemmelu pa še moštvenega kolego Masso. Hamiltona je ulovil in prehitel na začetku 2. kroga, ko se je McLarnov voznik zavrtel. Od takrat je Finec vodil vse razen 3 kroge, ko je opravil postanek in je bil vodilni Massa. V 42. krogu pa je bil Hamilton tako blizu, da je med dvema prišlo do srditega in spektakularnega boja. Hamilton pa je vsekakor sekal šikano in po koncu dirke so mu komisarji dodali 25s dodatka, s čimer je izgubil 1. mesto. Massa je to izkoristil in bil tudi zmagovalec, Heidfeld pa je bil 2. Raikkonen se je le dva kroga pred koncem zabil v zid in s tem zaključil boj za ponoven naslov. Alonso je, kot tudi Heidfeld, pred zadnjim krogom zapeljal v bokse in zamenjal suhe pnevmatike s tistimi za dež. Ob izhodu je bil osmi, ker pa so ostali imeli gume za suho, je z odličnimi prehitevanji dosegel nepričakovano 4. mesto, pred še enkrat izjemnim Vettlom, Kubico, Bourdaisom (ki je po dirki planil v jok, saj je bil 3. pred začetkom zadnjega kroga) in Webbrom. Glock je bil po dirki kot Hamilton kaznovan: obema so komisarji dodali 25 sekund pribitka na njun končni čas. Hamilton je tako s prvega zdrsnil na tretje mesto in uradni zmagovalec je bil Felipe Massa. Po tej VN je vodstvo ostalo Hamiltonovo: 76 točk, Massa pa se mu je približal na 74. Tretji je bil Kubica, ki je prehitel Raikkonena (58 točk proti 57), peti pa drugi BMW Sauberjev dirkač Nick Heidfeld z 49 točkami. V moštvenem prvenstvu je vodstvo povečal Ferrari in imel 131 točk, 12 naskoka pred McLarnom, BMW Sauber pa jima je sledil z 107. Četrta je ostala Toyota, a prednost pred Renaultom se je zmanjšala (41 proti 36). Naslednja VN se je odvijala na slavnem italijanskem dirkališču v Monzi. Že od samega začetka je bil dirkaški vikend zaznamovan z močnim dežjem. Sobotine kvalifikacije so bile senzacija, ker je najboljši štartni položaj dosegel Sebastian Vettel. Mladi Nemec je tudi ob začetku dirke vodil in suvereno zmagal, pred Kovalainenom in Robertom Kubico. Vodilni v svetovnem prvenstvu so zaostajali, Massa 6. in Hamilton 7., Raikkonen pa šele 9. in drugič zapovrstjo izven dobitnikov točk. Na samem vrhu lestvice se je situacija zelo ogrela: Hamilton je vodil z 78 točkami, Massa jih je imel 77, Kubica pa 64 in je bil matematično še v boju za naslov. Petnajsta dirka se je odvijala v Singapurju in je zaznamovala prvo nočno dirko v zgodovini Formule 1. V soboto je blestel Massa, ki je za več kot 0.6 sekunde prehitel Hamiltona. Z druge vrste sta štartala Raikkonen in Kubica, medtem ko je bil Alonso šele 15., potem ko se mu je pokvaril avto v kvalifikacijah. Massa je štartal brezhibno, za njim sta se umestila Hamilton in Raikkonen, Kubica pa je rahlo trčil s Kovalainenom, zaradi česar je FInec izgubil dve mesti. Trulli je bil na strategiji enega postanka in vsi, ki so vozili za njim, so imeli od 3 do celo 5 sekund slabše čase od vodilnih. Toyotinega dirkača sta najprej prehitela oba Williamsova voznika, nato še Alonso, ki pa je, presenetljivo, zapeljal v bokse že v 12. krogu in opravil dolg postanek. Strategija je bila nekoliko čudna, kasneje pa se je izkazalo, da so pri Renaultu ukazali Piquetu jr., naj namerno odstopi. To se je tudi zgodilo le 2 kroga zatem. Po koncu obdobja varnostnega avta so Massa in ostali zapeljali v bokse. Tu pa je moštvo Ferrarija napravilo zelo hudo napako in prezgodaj dovolilo Massi, da nadaljuje dirko. Dirkač je za sabo potegnil cev za dolivanje bencina in tako izgubil dirko. Med obdobjem varnostnega avtomobila je odstopil še Barrichello s hidravličnimi težavami. Alonso je po postanku Fisichelle in Trullija prevzel vodstvo in zmagal. Drugi je bil Rosberg, ki si je po kazenskem 10 sekundnem postanku v boksih zaradi postanka, opravljenega v času zaprtja boksov, uspel pridobiti dovolj veliko prednost, da ni izgubil veliko. Kubica pa ni imel te sreče in je končal šele 11. Hamilton je brez večjih težav končal na 3. mestu in s tem skoraj zapečatil osvojitev naslova. Med dobitnike točk so se uvrstili še Glock, Vettel, Heidfeld, Coulthard in Nakajima. Raikkonen, ki je bil še nekaj krogov pred koncem 5., je odstopil po trčenju v zid na zloglasni trojni šikani. Katastrofalen dan za Ferrari je tudi pomenil, da je McLaren prvič po Maleziji prevzel vodstvo v konstruktorskem prvenstvu s 135 točkami, 1 pred Ferrarijem. BMW Sauber je bil 3. s 120. Hamilton je imel 84 točk, Massa 77, Kubica je ostal na 64, Raikkonen pa je po 4. zaporedni ničli še vedno imel 57. Naslednja dirka se je odvijala na Japonskem, kjer je Hamilton osvojil 6. najboljši položaj v sezoni, a ga zapravil že na štartu. Potem ko je izgubil vodstvo, je blokiral Raikkonena in izgubil več mest, v drugem krogu pa po prehitevanju Masse trčil z Brazilcem in kot zadnji šel v bokse. Dirko je zaključil na 12. mestu. Massa je dobil kazensko vožnjo skozi bokse zaradi trka s Hamiltonom in po tveganem, a mojstrskem prehitevanju Webbra končal 8. Pred tem se je zavrtel, ko je vanj trčil Bourdais, ki je bil na koncu dirke kaznovan s 25 sekundami pribitka, kar je pomenilo, da je bil Massa 7. Vso to zmedo je ponovno izkoristil Alonso, ki je zmagal pred Kubico in Raikkonenom. Točke so osvojili še Piquet, Trulli, Vettel, Massa in Webber. Na Kitajskem je dominiral Hamilton z najboljšim štartnim položajem, najhitrejšim krogom in peto zmago v sezoni. Massa in Raikkonen sta bila 2. in 3., Kubica 6., s čimer je tudi matematično izpadel iz boja za naslov. Pred zadnjo dirko je imel Hamilton 7 točk naskoka pred Masso in prvak bi postal v primeru, da: konča brazilsko dirko vsaj 5. ne glede na to, kateri je Massa, konča 6., ampak Massa ne zmaga, konča 7., Massa pa je 3. ali slabši, konča 8., Massa pa je 3. ali slabši. Dirka v Braziliji je bila primeren konec za tako fantastično sezono. Massa je na kvalifikacijah osvojil 1. mesto, Hamilton pa je bil 4. Hamilton je bil znotraj 5. mesta celo dirko do nekaj krogov pred koncem. Takrat je začelo deževati, zato je večina dirkačev zapeljala v bokse. Tega nista storila oba dirkača Toyote in na ta način je bil Glock začasno 4. Hamilton je bil za njim, a po napaki na ovinku Juncao je omogočil Vettlu, da ga prehiti. Zdrsnil je na 6. mesto in takrat je izgledalo, da bo izgubil naslov prvaka. Massa je prečkal ciljno črto kot 1., sledili so Alonso, Raikkonen, Vettel ... in Hamilton! Na ovinku Juncao, na zadnjem ovinku zadnjega kroga zadnje dirke sezone, prehitel Glocka in osvojil 5. mesto, s katerim je dobil dodatno točko in zmagal naslov. Massa je bil pričakovano potrt in je po dirki jokal, a z visoko glavo proslavljal svojo zmago. Konec prvenstva je torej izgledal tako: Hamilton 98, Massa 97, Raikkonen in Kubica 75 (Finec pred Poljakom zaradi zmage več), Alonso je z drugim mestom na zadnji dirki ugnal Heidfelda, dirkača sta imela 61 oz. 60 točk. Presenetil je Vettel z eno zmago in 35 točkami, razočaral pa Red Bull in še posebej David Coulthard. Konstruktorsko prvenstvo je osvojil Ferrari s 172 točkami pred McLarnom (151) in BMW Sauberjem (135).

## Rezultati

### Velike nagrade
| Št. | Dirka        | Dirkališče                | Datum         | Pole              | Naj. krog         | Zmag. dirkač      | Zmag. moštvo       | Poročilo |
| --- | ------------ | ------------------------- | ------------- | ----------------- | ----------------- | ----------------- | ------------------ | -------- |
| 1   | Avstralija   | Albert Park               | 16. marec     | Lewis Hamilton    | Heikki Kovalainen | Lewis Hamilton    | McLaren-Mercedes   | Poročilo |
| 2   | Malezija     | Sepang Circuit            | 23. marec     | Felipe Massa      | Nick Heidfeld     | Kimi Raikkonen    | Ferrari            | Poročilo |
| 3   | Bahrajn      | Bahrain Circuit           | 6. april      | Robert Kubica     | Heikki Kovalainen | Felipe Massa      | Ferrari            | Poročilo |
| 4   | Španija      | Circuit de Catalunya      | 27. april     | Kimi Räikkönen    | Kimi Räikkönen    | Kimi Räikkönen    | Ferrari            | Poročilo |
| 5   | Turčija      | Istanbul Park             | 11. maj       | Felipe Massa      | Kimi Räikkönen    | Felipe Massa      | Ferrari            | Poročilo |
| 6   | Monako       | Circuit de Monaco         | 25. maj       | Felipe Massa      | Kimi Räikkönen    | Lewis Hamilton    | McLaren-Mercedes   | Poročilo |
| 7   | Kanada       | Circuit Gilles Villeneuve | 8. junij      | Lewis Hamilton    | Kimi Räikkönen    | Robert Kubica     | BMW Sauber         | Poročilo |
| 8   | Francija     | Magny-Cours               | 22. junij     | Kimi Räikkönen    | Kimi Räikkönen    | Felipe Massa      | Ferrari            | Poročilo |
| 9   | V. Britanija | Silverstone Circuit       | 6. julij      | Heikki Kovalainen | Kimi Räikkönen    | Lewis Hamilton    | McLaren-Mercedes   | Poročilo |
| 10  | Nemčija      | Hockenheimring            | 20. julij     | Lewis Hamilton    | Nick Heidfeld     | Lewis Hamilton    | McLaren-Mercedes   | Poročilo |
| 11  | Madžarska    | Hungaroring               | 3. avgust     | Lewis Hamilton    | Kimi Räikkönen    | Heikki Kovalainen | McLaren-Mercedes   | Poročilo |
| 12  | Evropa       | Valencia Circuit          | 24. avgust    | Felipe Massa      | Felipe Massa      | Felipe Massa      | Ferrari            | Poročilo |
| 13  | Belgija      | Spa-Francorchamps         | 7. september  | Lewis Hamilton    | Kimi Räikkönen    | Felipe Massa      | Ferrari            | Poročilo |
| 14  | Italija      | Autodromo Monza           | 14. september | Sebastian Vettel  | Kimi Räikkönen    | Sebastian Vettel  | Toro Rosso-Ferrari | Poročilo |
| 15  | Singapur     | Singapore Circuit         | 28. september | Felipe Massa      | Kimi Räikkönen    | Fernando Alonso   | Renault            | Poročilo |
| 16  | Japonska     | Fuji Speedway             | 12. oktober   | Lewis Hamilton    | Felipe Massa      | Fernando Alonso   | Renault            | Poročilo |
| 17  | Kitajska     | Shanghai Circuit          | 19. oktober   | Lewis Hamilton    | Lewis Hamilton    | Lewis Hamilton    | McLaren-Mercedes   | Poročilo |
| 18  | Brazilija    | Interlagos                | 2. november   | Felipe Massa      | Felipe Massa      | Felipe Massa      | Ferrari            | Poročilo |

### Dirkaško prvenstvo
| Poz | Dirkač         | Moštvo      | AVS | MAL | BAH | ŠPA | TUR | MON | KAN | FRA | VB  | NEM | MAD | EU  | BEL | ITA | SIN | JAP | KIT | BRA | Toč |
| --- | -------------- | ----------- | --- | --- | --- | --- | --- | --- | --- | --- | --- | --- | --- | --- | --- | --- | --- | --- | --- | --- | --- |
| 1   | Lewis Hamilton | McLaren     | 1   | 5   | 13  | 3   | 2   | 1   | Ret | 10  | 1   | 1   | 5   | 2   | 3   | 7   | 3   | 12  | 1   | 5   | 98  |
| 2   | Felipe Massa   | Ferrari     | Ret | Ret | 1   | 2   | 1   | 3   | 5   | 1   | 13  | 3   | 17† | 1   | 1   | 6   | 13  | 7   | 2   | 1   | 97  |
| 3   | Räikkönen      | Ferrari     | 8†  | 1   | 2   | 1   | 3   | 9   | Ret | 2   | 4   | 6   | 3   | Ret | 18† | 9   | 15† | 3   | 3   | 3   | 75  |
| 4   | Kubica         | BMW Sauber  | Ret | 2   | 3   | 4   | 4   | 2   | 1   | 5   | Ret | 7   | 8   | 3   | 6   | 3   | 11  | 2   | 6   | 11  | 75  |
| 5   | Alonso         | Renault     | 4   | 8   | 10  | Ret | 6   | 10  | Ret | 8   | 6   | 11  | 4   | Ret | 4   | 4   | 1   | 1   | 4   | 2   | 61  |
| 6   | Heidfeld       | BMW Sauber  | 2   | 6   | 4   | 9   | 5   | 14  | 2   | 13  | 2   | 4   | 10  | 9   | 2   | 5   | 6   | 9   | 5   | 10  | 60  |
| 7   | Kovalainen     | McLaren     | 5   | 3   | 5   | Ret | 12  | 8   | 9   | 4   | 5   | 5   | 1   | 4   | 10† | 2   | 10  | Ret | Ret | 7   | 53  |
| 8   | Vettel         | Toro Rosso  | Ret | Ret | Ret | Ret | 17  | 5   | 8   | 12  | Ret | 8   | Ret | 6   | 5   | 1   | 5   | 6   | 9   | 4   | 35  |
| 9   | Trulli         | Toyota      | Ret | 4   | 6   | 8   | 10  | 13  | 6   | 3   | 7   | 9   | 7   | 5   | 16  | 13  | Ret | 5   | Ret | 8   | 31  |
| 10  | Glock          | Toyota      | Ret | Ret | 9   | 11  | 13  | 12  | 4   | 11  | 12  | Ret | 2   | 7   | 9   | 11  | 4   | Ret | 7   | 6   | 25  |
| 11  | Webber         | Red Bull    | Ret | 7   | 7   | 5   | 7   | 4   | 12  | 6   | 10  | Ret | 9   | 12  | 8   | 8   | Ret | 8   | 14  | 9   | 21  |
| 12  | Piquet         | Renault     | Ret | 11  | Ret | Ret | 15  | Ret | Ret | 7   | Ret | 2   | 6   | 11  | Ret | 10  | Ret | 4   | 8   | Ret | 19  |
| 13  | Rosberg        | Williams    | 3   | 14  | 8   | Ret | 8   | Ret | 10  | 16  | 9   | 10  | 14  | 8   | 12  | 14  | 2   | 11  | 15  | 12  | 17  |
| 14  | Barrichello    | Honda       | DSQ | 13  | 11  | Ret | 14  | 6   | 7   | 14  | 3   | Ret | 16  | 16  | Ret | 17  | Ret | 13  | 11  | 15  | 11  |
| 15  | Nakajima       | Williams    | 6   | 17  | 14  | 7   | Ret | 7   | Ret | 15  | 8   | 14  | 13  | 15  | 14  | 12  | 8   | 15  | 12  | 17  | 9   |
| 16  | Coulthard      | Red Bull    | Ret | 9   | 18  | 12  | 9   | Ret | 3   | 9   | Ret | 13  | 11  | 17  | 11  | 16  | 7   | Ret | 10  | Ret | 8   |
| 17  | Bourdais       | Toro Rosso  | 7†  | Ret | 15  | Ret | Ret | Ret | 13  | 17  | 11  | 12  | 18  | 10  | 7   | 18  | 12  | 10  | 13  | 14  | 4   |
| 18  | Button         | Honda       | Ret | 10  | Ret | 6   | 11  | 11  | 11  | Ret | Ret | 17  | 12  | 13  | 15  | 15  | 9   | 14  | 16  | 13  | 3   |
| 19  | Fisichella     | Force India | Ret | 12  | 12  | 10  | Ret | Ret | Ret | 18  | Ret | 16  | 15  | 14  | 17  | Ret | 14  | Ret | 17  | 18  | 0   |
| 20  | Sutil          | Force India | Ret | Ret | 19  | Ret | 16  | Ret | Ret | 19  | Ret | 15  | Ret | Ret | 13  | 19  | Ret | Ret | Ret | 16  | 0   |
| 21  | Sato           | Super Aguri | Ret | 16  | 17  | 13  | WD  |     |     |     |     |     |     |     |     |     |     |     |     |     | 0   |
| 22  | Davidson       | Super Aguri | Ret | 15  | 16  | Ret | WD  |     |     |     |     |     |     |     |     |     |     |     |     |     | 0   |
| Poz | Dirkač         | AVS         | MAL | BAH | ŠPA | TUR | MON | KAN | FRA | VB  | NEM | MAD | EU  | BEL | ITA | SIN | JAP | KIT | BRA | Toč |     |

| Barva        | Rezultat                                         |
| ------------ | ------------------------------------------------ |
| Zlata        | Zmagovalec                                       |
| Srebrna      | Drugouvrščeni                                    |
| Bronasta     | Tretjeuvrščeni                                   |
| Zelena       | Uvrščen v točkah                                 |
| Modra        | Uvrščen izven točk                               |
| Vijolična    | Ni uvrščen (Ret)                                 |
| Rdeča        | Ni kvalificiran (DNQ) Ni predkvalificiran (DNPQ) |
| Črna         | Diskvalificiran (DSQ)                            |
| Bela         | Ni startal (DNS)                                 |
| Svetlo modra | Le treniral (PO)                                 |
| Svetlo modra | Petkov testni dirkač (TD)                        |
| Prazna       | Ni treniral (DNP)                                |
| Prazna       | Poškodovan (Inj)                                 |
| Prazna       | Izločen (EX)                                     |
| Prazna       | Ni prišel (DNA)                                  |
| Prazna       | Ni dirkal                                        |

† - Dirkač je uvrščen zaradi prevožene več kot 90 % razdalje dirke, kljub odstopu.
Pole position, najhitrejši krog

### Konstruktorsko prvenstvo
| Poz | Moštvo              | Št. dir. | AVS | MAL | BAH | ŠPA | TUR | MON | KAN | FRA | VB  | NEM | MAD | EU  | BEL | ITA | SIN | JAP | KIT | BRA | Toč |
| --- | ------------------- | -------- | --- | --- | --- | --- | --- | --- | --- | --- | --- | --- | --- | --- | --- | --- | --- | --- | --- | --- | --- |
| 1   | Ferrari             | 1        | 8†  | 1   | 2   | 1   | 3   | 9   | Ret | 2   | 4   | 6   | 3   | Ret | 18† | 9   | 15† | 3   | 3   | 3   | 172 |
| 1   | Ferrari             | 2        | Ret | Ret | 1   | 2   | 1   | 3   | 5   | 1   | 13  | 3   | 17† | 1   | 1   | 6   | 13  | 7   | 2   | 1   | 172 |
| 2   | McLaren-Mercedes    | 22       | 1   | 5   | 13  | 3   | 2   | 1   | Ret | 10  | 1   | 1   | 5   | 2   | 3   | 7   | 3   | 12  | 1   | 5   | 151 |
| 2   | McLaren-Mercedes    | 23       | 5   | 3   | 5   | Ret | 12  | 8   | 9   | 4   | 5   | 5   | 1   | 4   | 10  | 2   | 10  | Ret | Ret | 7   | 151 |
| 3   | BMW Sauber          | 3        | 2   | 6   | 4   | 9   | 5   | 14  | 2   | 13  | 2   | 4   | 10  | 9   | 2   | 5   | 6   | 9   | 5   | 10  | 135 |
| 3   | BMW Sauber          | 4        | Ret | 2   | 3   | 4   | 4   | 2   | 1   | 5   | Ret | 7   | 8   | 3   | 6   | 3   | 11  | 2   | 6   | 11  | 135 |
| 4   | Renault             | 5        | 4   | 8   | 10  | Ret | 6   | 10  | Ret | 8   | 6   | 11  | 4   | Ret | 4   | 4   | 1   | 1   | 4   | 2   | 80  |
| 4   | Renault             | 6        | Ret | 11  | Ret | Ret | 15  | Ret | Ret | 7   | Ret | 2   | 6   | 11  | Ret | 10  | Ret | 4   | 8   | Ret | 80  |
| 5   | Toyota              | 11       | Ret | 4   | 6   | 8   | 10  | 13  | 6   | 3   | 7   | 9   | 7   | 5   | 16  | 11  | Ret | 5   | Ret | 8   | 56  |
| 5   | Toyota              | 12       | Ret | Ret | 9   | 11  | 13  | 12  | 4   | 11  | 12  | Ret | 2   | 7   | 9   | 13  | 4   | Ret | 7   | 6   | 56  |
| 6   | Toro Rosso-Ferrari  | 14       | 7†  | Ret | 15  | Ret | Ret | Ret | 13  | 17  | 11  | 12  | 18  | 10  | 7   | 18  | 12  | 10  | 13  | 14  | 39  |
| 6   | Toro Rosso-Ferrari  | 15       | Ret | Ret | Ret | Ret | 17  | 5   | 8   | 12  | Ret | 8   | Ret | 6   | 5   | 1   | 5   | 6   | 9   | 4   | 39  |
| 7   | Red Bull-Renault    | 9        | Ret | 9   | 18  | 12  | 9   | Ret | 3   | 9   | Ret | 13  | 11  | 17  | 11  | 16  | 7   | Ret | 10  | Ret | 29  |
| 7   | Red Bull-Renault    | 10       | Ret | 7   | 7   | 5   | 7   | 4   | 12  | 6   | 10  | Ret | 9   | 12  | 8   | 8   | Ret | 8   | 14  | 9   | 29  |
| 8   | Williams-Toyota     | 7        | 3   | 14  | 8   | Ret | 8   | Ret | 10  | 16  | 9   | 10  | 14  | 8   | 12  | 14  | 2   | 11  | 15  | 12  | 26  |
| 8   | Williams-Toyota     | 8        | 6   | 17  | 14  | 7   | Ret | 7   | Ret | 15  | 8   | 14  | 13  | 15  | 14  | 12  | 8   | 15  | 12  | 17  | 26  |
| 9   | Honda               | 16       | Ret | 10  | Ret | 6   | 11  | 11  | 11  | Ret | Ret | 17  | 12  | 13  | 15  | 15  | 9   | 14  | 16  | 13  | 14  |
| 9   | Honda               | 17       | DSQ | 13  | 11  | Ret | 14  | 6   | 7   | 14  | 3   | Ret | 16  | 16  | Ret | 17  | Ret | 13  | 11  | 15  | 14  |
| 10  | Force India-Ferrari | 20       | Ret | Ret | 19  | Ret | 16  | Ret | Ret | 19  | Ret | 15  | Ret | Ret | 13  | 19  | Ret | Ret | Ret | 16  | 0   |
| 10  | Force India-Ferrari | 21       | Ret | 12  | 12  | 10  | Ret | Ret | Ret | 18  | Ret | 16  | 15  | 14  | 17  | Ret | 14  | Ret | 17  | 18  | 0   |
| 11  | Super Aguri-Honda‡  | 18       | Ret | 16  | 17  | 13  | WD  |     |     |     |     |     |     |     |     |     |     |     |     |     | 0   |
| 11  | Super Aguri-Honda‡  | 19       | Ret | 15  | 16  | Ret | WD  |     |     |     |     |     |     |     |     |     |     |     |     |     | 0   |

| Barva        | Rezultat                                         |
| ------------ | ------------------------------------------------ |
| Zlata        | Zmagovalec                                       |
| Srebrna      | Drugouvrščeni                                    |
| Bronasta     | Tretjeuvrščeni                                   |
| Zelena       | Uvrščen v točkah                                 |
| Modra        | Uvrščen izven točk                               |
| Vijolična    | Ni uvrščen (Ret)                                 |
| Rdeča        | Ni kvalificiran (DNQ) Ni predkvalificiran (DNPQ) |
| Črna         | Diskvalificiran (DSQ)                            |
| Bela         | Ni startal (DNS)                                 |
| Svetlo modra | Le treniral (PO)                                 |
| Svetlo modra | Petkov testni dirkač (TD)                        |
| Prazna       | Ni treniral (DNP)                                |
| Prazna       | Poškodovan (Inj)                                 |
| Prazna       | Izločen (EX)                                     |
| Prazna       | Ni prišel (DNA)                                  |
| Prazna       | Ni dirkal                                        |